# Monument (erfgoed)

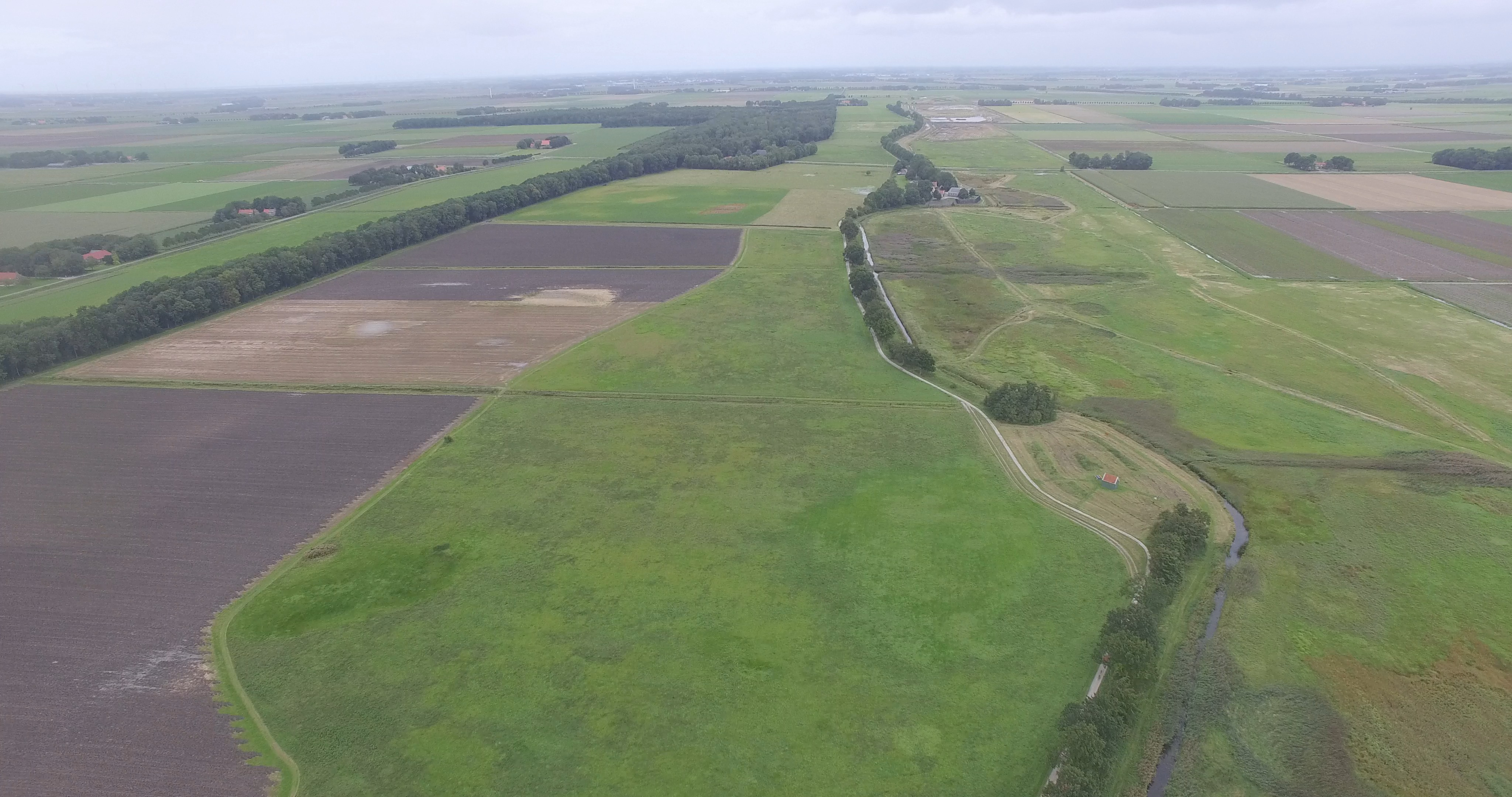
Schokland en omgeving (Werelderfgoed)

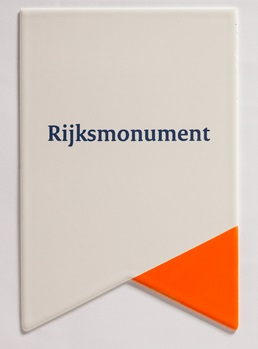
Monumentenschildje voor Nederlandse rijksmonumenten

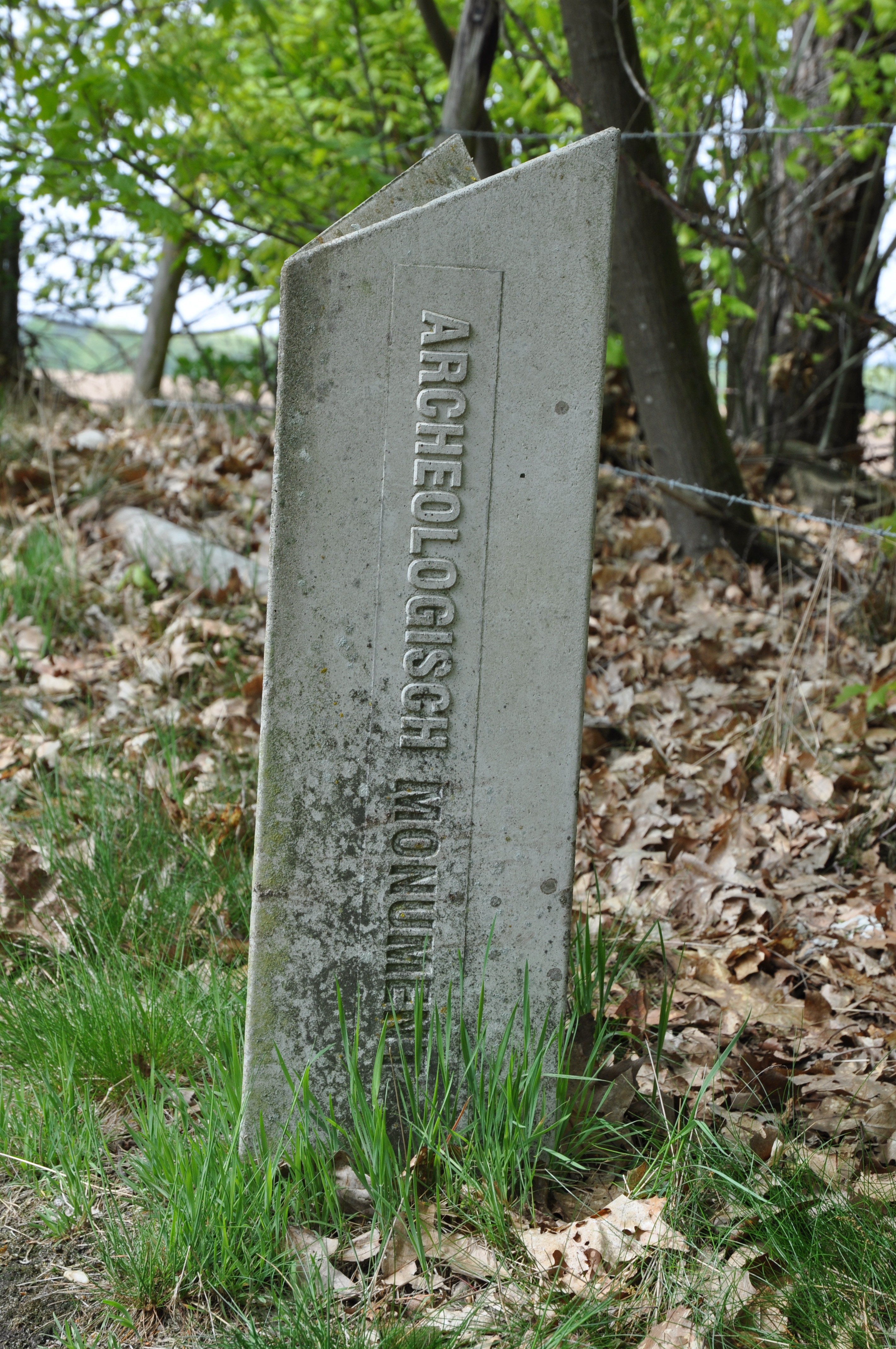
Aanduiding archeologisch monument

Een monument is een overblijfsel van kunst, cultuur, architectuur of nijverheid dat van algemeen belang wordt geacht vanwege de historische, volkskundige, artistieke, wetenschappelijke, industrieel-archeologische of andere sociaal-culturele waarde.
Ook zijn er natuurmonumenten, landschapsmonumenten en aardkundige monumenten.
Een onroerend (bouwkundig) monument is het toonbeeld voor een bepaalde stijl van bouwen, of heeft anderszins een belangrijke betekenis als tekenend bouwwerk voor een bepaalde periode.
Ook de Verenigde Naties verlenen een titel van cultureel erfgoed aan cultuurgoederen mits ze aan bepaalde voorwaarden voldoen. Zo wil men culturele diversiteit bewaren en de vrede en verstandhouding tussen de volkeren bevorderen. Een voordeel hiervan is dat landen en regio’s hierdoor het toerisme zien toenemen. Tegelijkertijd wordt het engagement om het cultureel erfgoed te bewaren aangewakkerd.

## Cultureel Erfgoed
Het cultuurhistorische belang van gebouwde monumenten kent vijf aspecten. Bij elkaar bepalen deze de cultuurhistorische waarde van het monument. Dat geldt voor ieder soort monument, of het een kerk, molen, woonhuis of boerderij is. Bij het in stand houden van gebouwde monumenten als cultureel erfgoed gaat het er om deze vijf aspecten te onderkennen en zo veel mogelijk te respecteren.
(i) gebouw

De kern van het monument is uiteraard het gebouw.
(ii) interieur

Het interieur van een monument draagt in belangrijke mate bij aan de cultuurhistorische waarde ervan. Zo heeft een molen die nog de oorspronkelijke maalinrichting bezit, een hogere cultuurhistorische waarde dan die waarin een pannenkoekenrestaurant is gevestigd.
(iii) omgeving

Een (directe) omgeving die in harmonie is met het monument en die (deels) in samenhang met de buitenplaats is aangelegd is wezenlijk voor de uitstraling ervan. Een kerk in een dorpskern die nog grotendeels authentiek is, heeft een grotere cultuurhistorische waarde dan één die naast een supermarkt of een sporthal ligt.
(iv) het gebruik

Ook het gebruik van een monument draagt bij aan de cultuurhistorische betekenis ervan. Het gaat daarbij om een voor ieder monument optimale combinatie van - zo mogelijk- traditioneel gebruik en openstelling:
a. traditioneel gebruik

Traditioneel gebruik kan bestaan uit het traditionele gebruik of uit traditionele activiteiten, waaronder activiteiten die een voortzetting zijn van de traditionele band van het monument en zijn omgeving.
b. openstelling

Veel monumenten zijn (deels) op regelmatige tijden opengesteld voor het publiek, zodat eenieder kan genieten van het cultureel historische erfgoed.
(v)	het historisch bewustzijn

Het bewustzijn van de historische context van het monument en zijn omgeving is een belangrijk element dat bijdraagt aan de waarde van het cultureel erfgoed. Het gaat daarbij niet alleen om het bewustzijn dat leeft bij de beheerder(s) van het monument, maar ook bij de omgeving, zoals bijvoorbeeld een plaatselijke heemkundekring.
Deze vijf elementen vormen het wezen van een gebouwd monument als cultureel erfgoed. De samenhang ervan is essentieel: zo kan het interieur niet zonder gebouw bestaan en zou het gebouw zonder de omgeving minder authentiek zijn. Voor ieder gebouwd monument zijn deze vijf aspecten van belang, zij het dat zij niet in ieder monument even sterk aanwezig zijn. Het besef dat deze vijf aspecten voor ieder monument een rol spelen en zo veel mogelijk gerespecteerd moeten worden is van belang voor zowel de instandhouding van het cultureel erfgoed als ook voor de waardering ervan.

## Economische betekenis
Monumenten hebben een positieve uitstraling naar de omgeving. Uit economisch onderzoek blijkt dat de aanwezigheid van monumenten de welvaart en het welzijn in de omgeving verhoogt.

## Bescherming bij gewapende conflicten

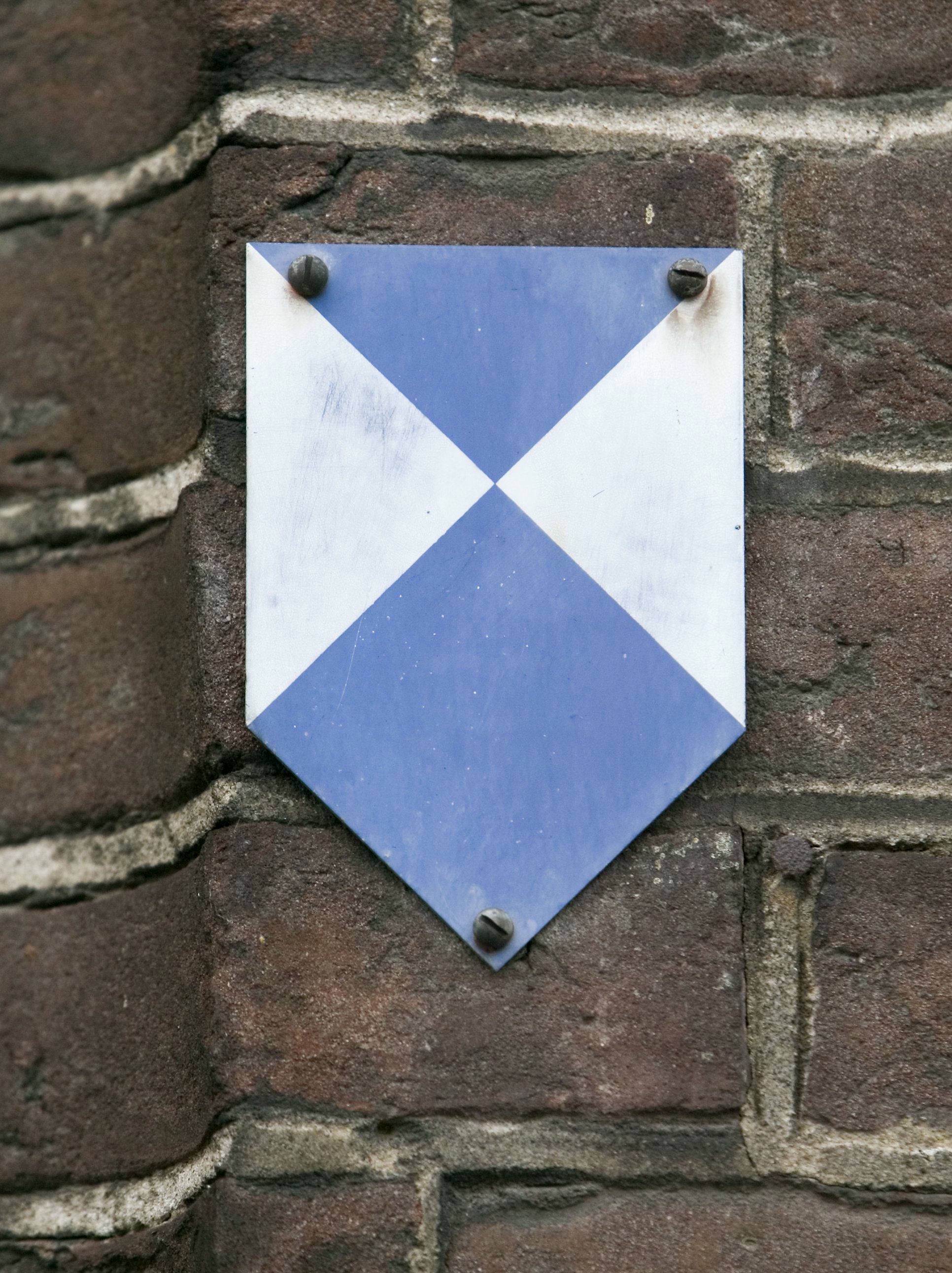
'Blauwe schildje'

Er is een aantal internationale verdragen die monumenten als cultuurgoed beschermen. Op circa 10% van de bouwkundige monumenten treft men een blauw-wit schildje aan. Dat wordt vaak onterecht een monumentenschildje genoemd. Hetzelfde schildje kan men ook aantreffen op moderne gebouwen waar waardevolle museale stukken, archieven of boeken zijn ondergebracht. Het is een internationaal erkend herkenningsteken dat cultureel erfgoed markeert, op grond van het Verdrag van 's-Gravenhage van 1954, inzake bescherming van cultuurgoed bij een gewapend conflict. In 1999 op initiatief van UNESCO en Nederland aangevuld met een tweede protocol waardoor het Cultuurgoederenverdrag ook van toepassing is bij interne conflicten. Aanleiding tot aanvulling waren de gebeurtenissen in voormalig Joegoslavië.
In 1985 is in het kader van de Raad van Europa het Verdrag van Granada (Convention for the protection of the architectural heritage of Europe) gesloten.

## Monumenten in Nederland

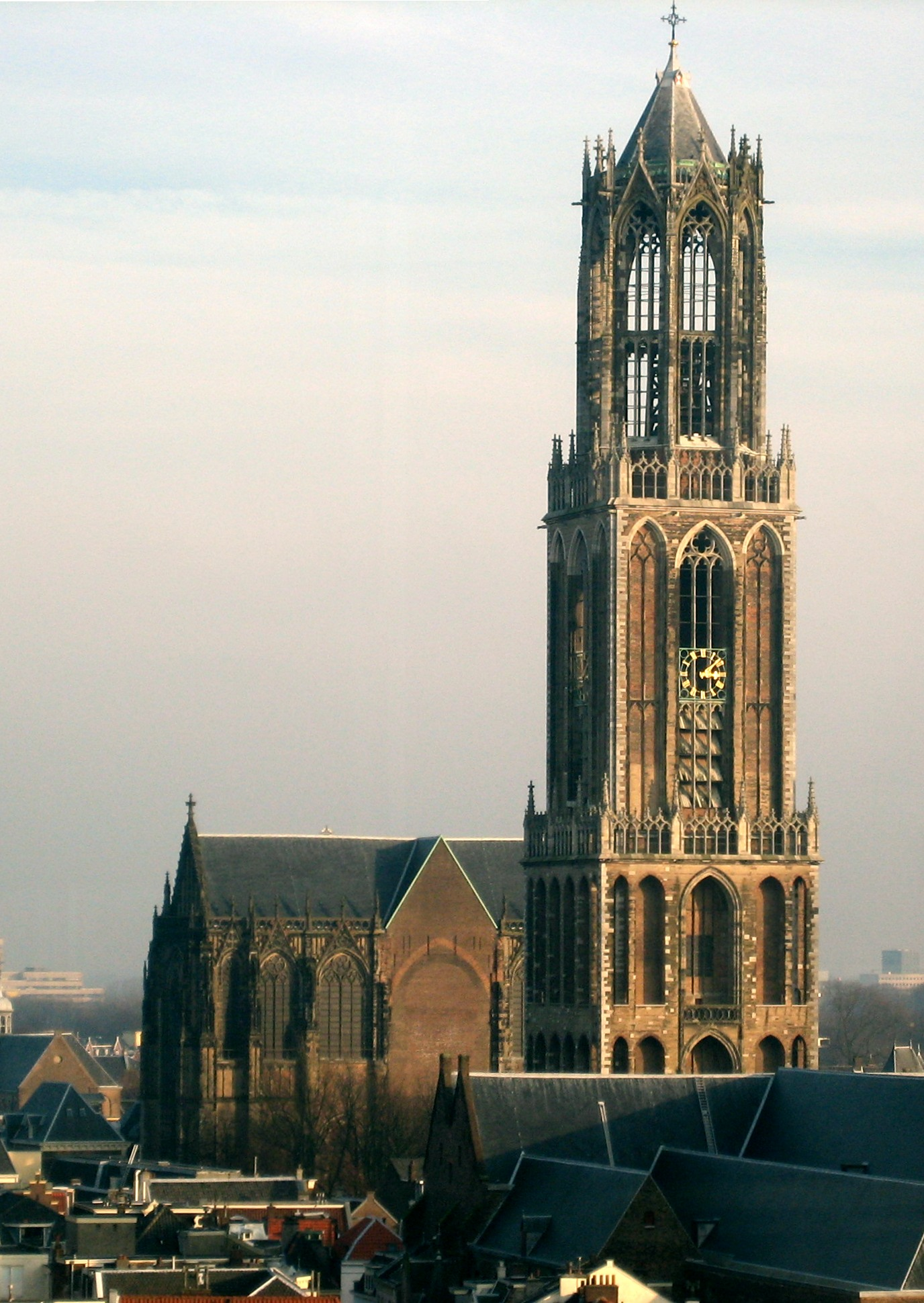
De Dom van Utrecht, een bekend monument in Nederland

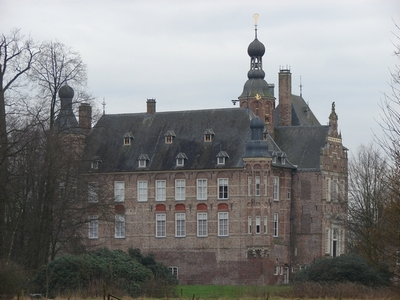
Kasteel Keppel

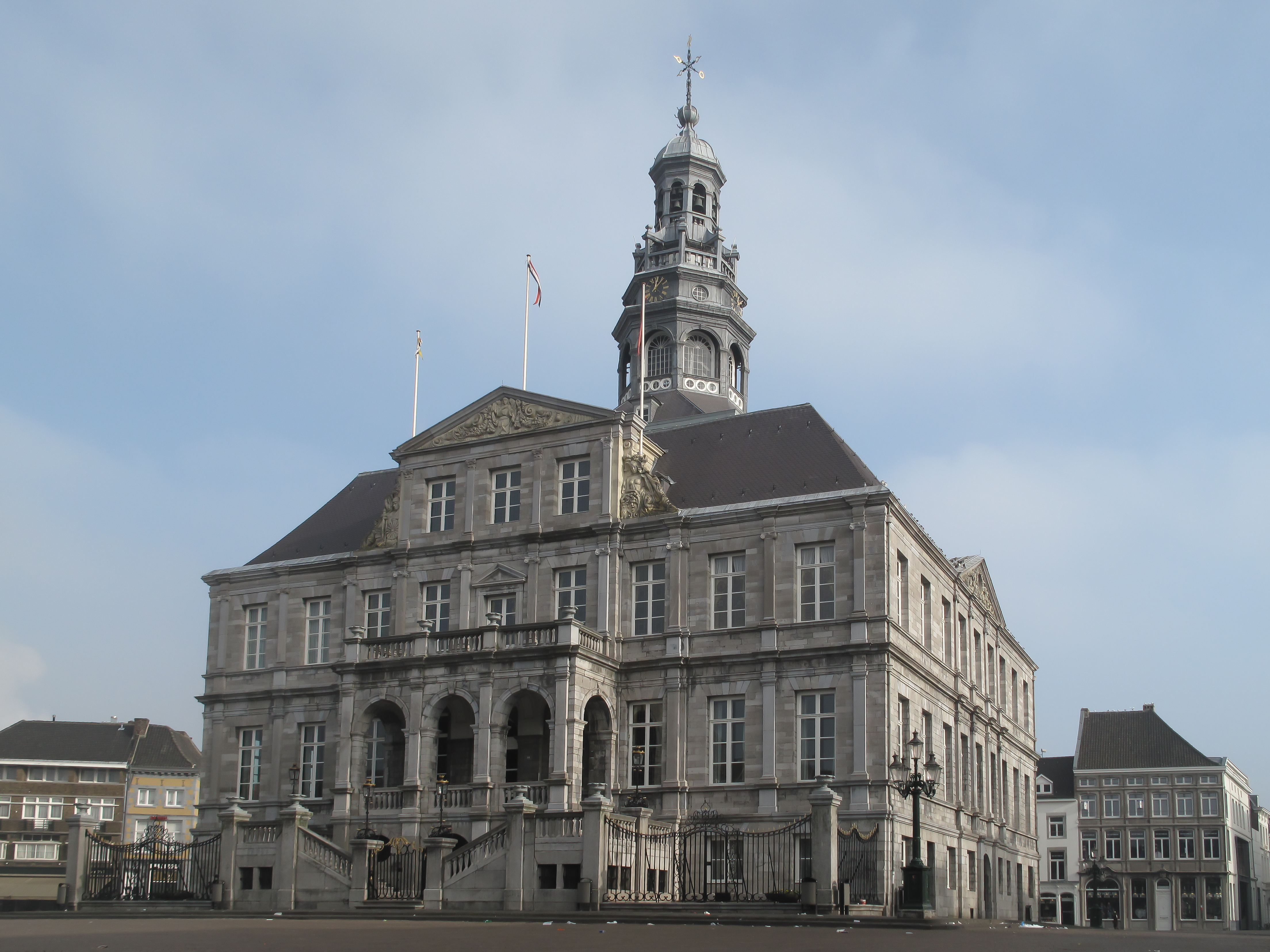
Stadhuis van Maastricht

Monumenten met de status rijksmonument zijn beschermd op grond van een besluit van de Minister van Onderwijs, Cultuur en Wetenschap (OCW).
Er zijn in Nederland 61.768 rijksmonumenten, die onderscheiden worden in de volgende categorieën:
| nummer | categorie                                 | aantal |
| ------ | ----------------------------------------- | ------ |
| 01     | Openbare gebouwen                         | 2.053  |
| 02     | Verdedigingswerken                        | 1.721  |
| 03     | Kerkelijke gebouwen                       | 4.184  |
| 04     | Objecten in/delen van kerkelijke gebouwen | 190    |
| 05     | Gebouwen, woonhuizen                      | 36.155 |
| 06     | Delen van gebouwen, woonhuizen            | 187    |
| 07     | Liefdadige instellingen                   | 450    |
| 08     | Agrarische gebouwen                       | 7.526  |
| 09     | Molens                                    | 1.275  |
| 10     | Weg-en Waterwerken                        | 1.076  |
| 11     | Horeca-instellingen                       | 210    |
| 12     | Kastelen                                  | 1.018  |
| 13     | Losse objecten, niet eerder genoemd       | 5.712  |
| Totaal |                                           | 61.768 |

Er zijn ook provinciale en gemeentelijke monumenten in Nederland. Het besluit om deze monumenten te beschermen is door gedeputeerde staten respectievelijk het college van burgemeester en wethouders genomen. Vaak verkeert men in de veronderstelling dat deze monumenten een meer regionale of plaatselijke betekenis hebben. Dat klopt lang niet altijd. De selectie en bescherming van monumenten is niet zo geregeld dat de belangrijkste 'vanzelf' rijksmonument worden, de minder belangrijke automatisch provinciale of gemeentelijke. Er zijn zelfs nog vele, uit monumentenoogpunt (zeer) belangrijke gebouwen die in het geheel geen bescherming genieten. Kanttekening hierbij is dat 'belangrijkheid' sowieso geen 100% objectief begrip is. De leeftijd van een gebouw is echter wel objectief en kan als een punt per eeuw in een puntenwaardering worden opgenomen. De waardering kan worden verhoogd met:
- Het passen in de omgeving.
- De ruimtelijke kwaliteit van het gebouw. Als het zichtbare deel van een gebouw een plat vlak is, voorzien van ramen en deuren, dan is er voornamelijk sprake van een tweedimensionale gevel, die dus geen ruimtelijke kwaliteit heeft.
- Goed in stijl uitgevoerde architectuur, waarbij een waarnemer met gevoel voor schoonheid, stijlfouten kan vaststellen.
- De originaliteit, die vaak moeilijk is vast te stellen.
- De bouwkundige staat, waarbij nadere oordeelkundige aangebrachte verbeteringen geen invloed mogen hebben op de leeftijd.
- De functionele waarde. Blijft de monumentwaarde van een kerk gelijk, als er een boekhandel in wordt gevestigd?

Het constructieve- en uitvoeringsniveau is meestal alleen vast te stellen door deskundigen, die in een monumentencommissie kunnen zitten, maar dat is niet de bedoeling van de onderhavige puntenwaardering.
Wanneer een vier eeuwen oud gebouw een waarderingsverhoging krijgt van een punt per bovenstaande toevoegingen, wordt de puntenwaardering 10 en kan dat gebouw als hoogwaardig monument worden aangemerkt.
Er bestaan subsidies voor onderhoud en restauratie en voor rijksmonumenten is er een fiscale regeling voor woonhuismonumenten. Subsidieregelingen voor gemeentelijke en provinciale monumenten zijn meestal veel beperkter of ontbreken in soms geheel. In tegenstelling tot rijksmonumenten, is er bij provinciale en gemeentelijke monumenten geen regeling om bij woonhuizen de instandhoudingskosten van de inkomstenbelasting af te trekken. Pogingen om deze rechtsongelijkheid op te heffen hebben tot op heden schipbreuk geleden bij het Ministerie van Financiën. Eigenaren van rijksmonumenten en soms ook die van provinciale en gemeentelijke monumenten kunnen ook gebruikmaken van laagrentende leningen van het Nationaal Restauratiefonds.
Om een beschermd monument (rijks-, provinciale- en gemeentelijke monumenten) te mogen wijzigen moet altijd een zogenaamde monumentenvergunning worden verkregen. (Let op: het gaat daarbij niet alleen om wijzigingen aan de buitenkant, maar ook om wijzigingen in het interieur.) Het loket om zo'n vergunning aan te vragen is de gemeente (of het stadsdeel). Burgemeester en wethouders (of de stadsdeelvoorzitter en de leden van het dagelijks bestuur van het stadsdeel) besluiten over zo'n vergunning. Ze worden daarbij geadviseerd door de gemeentelijke monumentencommissie en vaak ook door het gemeentelijke monumentenbureau of een gemeentelijke monumentenambtenaar. Om zo'n vergunningsaanvraag te kunnen beoordelen wordt, zeker bij meer ingrijpende plannen, steeds vaker gevraagd om een bouwhistorisch onderzoek. Om op een verantwoorde manier een plan voor een monument te kunnen opstellen is zo'n onderzoek welbeschouwd onmisbaar. De minister van OCW bemoeit zich maar in beperkte mate met monumentenvergunningen. Dat gebeurt alleen als het een rijksmonument betreft én het om een ingrijpende wijziging of een aanvraag om het monument te mogen slopen gaat. In dat geval adviseert ook de Rijksdienst voor het Cultureel Erfgoed (namens de minister) het college van B&W.
De vraag voor welke werkzaamheden men een monumentenvergunning nodig heeft is niet eenvoudig te beantwoorden. Normaal onderhoud mag altijd zonder vergunning worden uitgevoerd, dus het is absoluut niet zo - zoals soms wordt beweerd - dat men voor elke spijker in de muur een vergunning moet aanvragen. De grens tussen normaal onderhoud en een wijziging is echter niet eenvoudig te trekken. Herstelt men enkele voegen, dan is dat normaal onderhoud, voegt men een hele gevel, dan is dat een wijziging. Schilderen in dezelfde kleur als bestaand is normaal onderhoud, in een andere kleur is een wijziging. Gevelreiniging, hydrofoberen, en het aanpassen van kozijnen en beglazing (bijvoorbeeld enkel glas vervangen door isolerend glas) is altijd een wijziging waarvoor men een vergunning nodig heeft. Wil men een keukeninrichting van vijftien jaar oud vervangen door een moderne, dan zal dat meestal als normaal onderhoud worden beschouwd. Dan is geen vergunning nodig. Gaat het echter om een waardevolle historische keukeninrichting, dan zal men daarin niet zonder vergunning mogen wijzigen. De grens tussen onderhoud en wijzigen blijft echter moeilijk te trekken. In twijfelgevallen doet men er daarom goed aan om vooraf bij de gemeente te informeren. Als men wijzigt zonder monumentenvergunning kan het werk door de gemeente stilgelegd worden en kan worden geëist dat de wijzigingen ongedaan worden gemaakt. Goed en tijdig overleg met de gemeente kan veel narigheid voorkomen.
Bij aankoop van onroerend goed doet men er goed aan om bij de gemeente niet alleen naar het bestemmingsplan te informeren, maar ook na te gaan of sprake is van monumentenbescherming. De verkoper moet hier weliswaar over informeren, maar dat gebeurt niet altijd. Is sprake van een rijksmonument, dan is die status aangegeven bij het Kadaster.
Het mobiel erfgoed krijgt zelden subsidie, maar in enkele gevallen kan men laagrentende leningen krijgen ten behoeve van de restauratie ervan.
Schepen, het varend erfgoed, kennen een Nationaal Register Varende Monumenten. Een daarin opgenomen schip wordt een varend monument genoemd.
Binnen Caribisch Nederland kent men 'beschermde monumenten'.

## Monumenten in Suriname en de voormalige Nederlandse Antillen
In Suriname en de voormalige Nederlandse Antillen geldt andere wetgeving voor het beschermen van monumenten. Wel vallen ze onder verschillende internationale culturele verdragen en staan bijvoorbeeld het Historisch gebied van Willemstad, binnenstad en haven op de UNESCO Werelderfgoedlijst.
- Lijst van monumenten in Suriname
- Lijst van monumenten op Aruba
- Lijst van beschermde monumenten op Bonaire
- Lijst van monumenten op Curaçao
- Lijst van monumenten op Sint Maarten
- Lijst van monumenten op Sint Eustatius
- Lijst van monumenten op Saba

## Monumenten in België

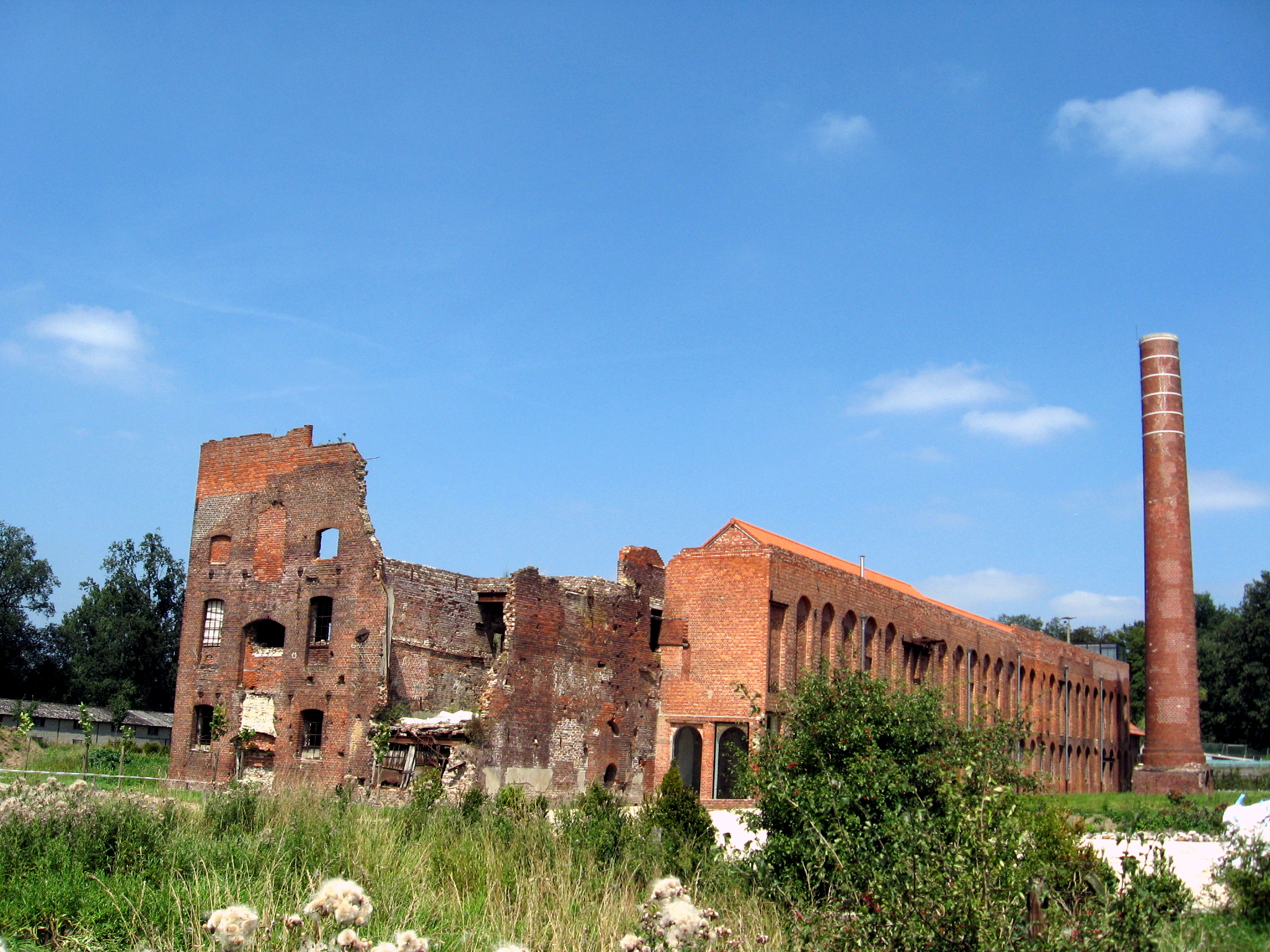
Voormalige stokerij Claes in Kuringen, 2001

Sinds 1989 wordt er een opdeling gemaakt tussen 'roerend' en 'onroerend' erfgoed en is de bescherming van monumenten en landschappen (onroerend erfgoed) een gewestelijke bevoegdheid.

### Roerend erfgoed
Het roerend cultureel erfgoed omvat musea, beeldende kunsten, erfgoedcellen, archieven, en dergelijke meer. Maar ook het immateriële erfgoed: verhalen, volkscultuur, tradities, gebruiken, enzovoorts. Het roerend erfgoed valt onder de bevoegdheid van de minister van cultuur.

### Onroerend erfgoed
Het onroerend erfgoed valt onder de bevoegdheid van een eigen minister en omvat alles wat te maken heeft met archeologie, monumenten en landschappen, aangevuld met varend erfgoed, funerair erfgoed en een kleinere bevoegdheid: heraldiek. Een specifieke aanpak vergen de orgels.

## Andere betekenissen
Een monument is ook een herdenkingsteken; een figuur, sculptuur, beeld bedoeld om de toeschouwer te herinneren aan iets.